# Eliecer Parada
Eliecer Parada Pacheco (Talca, 18 de octubre de 1867-¿?) fue un militar y político chileno.

## Familia
Nació en Talca, el 18 de octubre de 1867; hijo del matrimonio de Anjel Parada y Leonor Pacheco. Su hermano Aníbal, ejerció como director general del Cuerpo de Carabineros entre 1927 y 1928.
Se casó con Blanca Elena del Río y Ulloa el 2 de diciembre de 1898, con quien tuvo dos hijos: Eliecer y Rebeca.

## Carrera militar
Inició su carrera militar en 1883 al ingresar a la Escuela Militar del Libertador Bernardo O'Higgins, obteniendo el grado de oficial de ejército en 1887 y sirviendo posteriormente como teniente segundo y primero en el Regimiento de Carabineros de Yungay. Participó en los combates de Concón y Placilla durante la guerra civil chilena de 1891, siendo posteriormente fue reincorporado al ejército como teniente primero. En octubre de 1895 fue ascendido a capitán, y el 9 de septiembre de 1906 a mayor. Su retiro ocurrió el 30 de mayo de 1921.

## Carrera política
Fue elegido como regidor de la comuna de Ñuñoa en noviembre de 1924 y posteriormente fue alcalde de la comuna durante tres periodos (1926-1929, 1930-1931, 1938-1939), además de la comuna de Santiago entre 1929-1931.

## Homenajes
Es recordado con una avenida en Ñuñoa con su nombre, la cual comienza en calle Simón Bolívar y termina en Avenida Bilbao (comuna de Las Condes).